# مدیسون ولف
مدیسون وُلف (به انگلیسی: Madison Wolfe) (زادهٔ ۱۶ اکتبر ۲۰۰۲)، هنرپیشه آمریکایی است. او حرفه هنرپیشگی را با بازی در فیلم ماجراجویی درام در جاده (۲۰۱۲) آغاز کرد، و نخستین حضور تلویزیونی وی در مجموعه کارآگاه حقیقی (۲۰۱۴) از شبکهٔ اچ‌بی‌او بود. او همچنین در فیلم‌هایی نظیر احضار ۲ (۲۰۱۶) و من غول می‌کشم (۲۰۱۷) حضور داشته است. بازی او در فیلم احضار ۲ مورد تحسین مخاطبان قرار گرفت.

## فیلم‌شناسی
| نام فیلم         | سال  | نقش                |
| ---------------- | ---- | ------------------ |
| در جاده          | ۲۰۱۲ | دادی لی            |
| کمپین            | ۲۰۱۲ | جسیکا برادی        |
| ترامبو           | ۲۰۱۵ | نیکولا ترامبو جوان |
| جوی              | ۲۰۱۵ | پگی جوان           |
| خانه شیرین جهنمی | ۲۰۱۵ |                    |
| آقای چرچ         | ۲۰۱۶ | پاپی جوان          |
| کیانو            | ۲۰۱۶ | الکسیس             |
| احضار ۲          | ۲۰۱۶ | جنت هاجسون         |
| من غول می‌کشم     | ۲۰۱۷ | باربارا            |
| بدخیم            | ۲۰۲۱ | سیرینای جوان       |